# Hajime Massaki
Hajime Massaki (先崎一, Massaki Hajime) est un général japonais né le 4 mai 1944 dans la préfecture de Kagoshima. Il devient chef d'État-Major des armées des Forces japonaises d'autodéfense le 27 mars 2006 et est remplacé à ce poste le 3 août 2006 par l'amiral Takashi Saitō.